# Scutellum (botànica)
En botànica, l'scutellum ('escudet' en llatí) és una excrescència, similar a un cotiledó modificat, molt eixamplat i en posició lateral, de l'embrió de les llavors, que només es troba en espècies de plantes de la família de les Poaceae (gramínies). Es pot interpretar com l'equivalència d'un cotiledó laminar en monocotiledònies. És molt prim amb una superfície elevada i serveix per absorbir nutrients de l'endosperma durant la germinació.
Aquest òrgan embrional ha estat àmpliament estudiat en cultius econòmicament importants com ara l'arròs i l'ordi.

Esquema de llavors generalitzades de (1) dicotiledònia i (2) monocotiledònia: A – Carcassa exterior,
B – Cotiledó
C – Hilum
(amb un scutellum petit)
D – Plúmula
E – Radícula
F – Endosperma
L'scutellum és el sac que engloba les parts B,D i E de la figura 2

Esquema de l'estructura interna de llavors i embrions en plantes dicotiledònies:
(a) – Episperma (closca exterior)
(b) – Endosperma,
(c) – Cotiledó,
(d) – Hipocòtil
L'Scutelum enllaça les estructures b i c.

## Generalitats
L'emmagatzematge de les reserves d'aliments a les llavors d'angiosperma difereix entre els monocotiledonis i els dicotiledonis. En monocotiledonis, com el panís i el blat, el cotiledó únic s'anomena scutellum; l'scutellum es connecta directament a l'embrió a través del teixit vascular (futurs xilema i floema). Les reserves de nutrients s'emmagatzemen al gran endosperma. Després de la germinació, els enzims són secretats per l'aleurona, una sola capa de cèl·lules just a l'interior de la capa de protecció que envolta l'endosperma i l'embrió. Els enzims degraden els hidrats de carboni, proteïnes i lípids emmagatzemats, els productes dels quals són absorbits per l'scutellum i transportats a través d'una cadena vascular a l'embrió en desenvolupament. Per tant, l'scutellum es pot interpretar com un òrgan absorbent, no un òrgan d'emmagatzematge.

## Funcions
L'scutellum és un òrgan de reserva situat entre l'albumen, l'òrgan de reserva de la llavor i l'embrió amb el qual està en relació directa pels teixits vasculars. És també el principal òrgan de control de la fase de germinació de la cariopsi. Se li atribueixen una dotzena de funcions fisiològiques:
1. control i regulació del creixement de l'embrió i de la plàntula per emissió de factors tròfics o hormonals,
2. òrgan d'acumulació i font de reserves de midó, lípids i proteïnes
3. imbibició i absorció d'aigua,
4. Síntesi i secreció d'enzims,
5. zona d'intercanvi d'hidrats de carboni,
6. trànsit d'aminoàcids i pèptids,
7. metabolisme lipídic i activitat glioxisòmica,
8. metabolisme del nitrogen,
9. metabolisme de la fermentació.